# 맥심 메멧

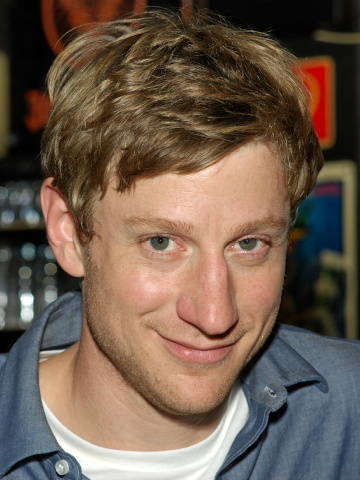

맥심 메멧(Maxim Mehmet, 1975년 7월 2일 ~ )은 독일의 배우, 영화배우, 연극 배우이다.
카셀에서 태어났다.

## 영화
- 가타드 (2016년)
- 베를린 메타노이아 (2015년)
- 하이디 (2015년)
- 마이 스키니 시스터 (2015년)
- 매너트로이 (2014년)
- 렛츠 고! (2014년)
- 타임머신 스푸트닉 (2013년)
- 코드 루나 (2012년)
- 베스터란트 (2012년)
- 착한 이웃 (2011년)
- 66/67 (2009년)
- 사랑하는 베를린 장벽 (2009년)
- 더 데이 윌 컴 (2009년)
- 클라우츠, 다우츠 & 락 '엔' 롤 (2008년)
- 레드 바론 (2008년)